# Kolpasevo
Kolpasevo (oroszul: Колпашево) város Oroszország Tomszki területén, Nyugat-Szibériában, a Kolpasevói járás székhelye. 
Népessége: 24 124 fő (a 2010. évi népszámláláskor).

## Elhelyezkedése
A Tomszki terület délnyugati részén, Tomszk területi székhelytől 320 km-re északnyugatra, (légvonalban 270 km-re), az Ob jobb partján, a Kety torkolata közelében. A város egyik fő gondja az elérhetősége. Tomszkba csak az Ob bal partján vezet országút, Kolpasevo viszont a jobb partra épült, és a folyón nincs híd. Nyáron komppal lehet átkelni, télen pedig a folyó jegén kijelölt úton. Tavasszal és ősszel, jégzajláskor a város el van vágva a túlsó parttól.
Lényegében folytatása a városnak – és önkormányzati szempontból hozzá is tartozik – a néhány kilométerre fekvő Togur falu, régi jelentős település.

## Története
A település az 1670-es években keletkezett. Korai történelme a Kety folyón egykor kelet felé vezető vízi úthoz kapcsolódik. A 17-18. században ezt az utat használták a Kínába utazó cári követek, Vitus Bering és Alekszej Csirikov kamcsatkai expedíciói, valamint a keletre tartó orosz telepesek is. 
A közeli Togur a 19. században a Középső-Ob mentén szélesen elterülő Narim-vidék jelentős települése, maga a Narim-vidék pedig száműzetések helyszíne volt, és az maradt a 20. század első felében is. Togur mellett Kolpasevo csak az 1920-as évek elején jutott fontos szerephez: járási székhely lett, posta- és távíróállomása és az Obon kikötője működött. 1932-ben egy újonnan létesített magasabb szintű közigazgatási egység, a Narimi körzet központja lett és 1938-ban városi rangot kapott. 
A Narimi körzet (1932–1944, Нарымский округ, Narimszkij okrug) a tömeges száműzetés helyszíne volt. 1932-ben hat, 1939-ben már tizenkét járás tartozott hozzá. 1931-től kezdtek érkezni területeire az úgynevezett „különleges áttelepülők” (oroszul szpec-pereszelenci) első hullámai. Így nevezték a Szovjetunióban a kolhozosítás és az ún. „kuláktalanítási” kampány idején a megbízhatatlannak bélyegzett, otthonukból Szibéria zord éghajlatú vidékeire kitelepített embereket, családokat. Egy korabeli hivatalos jelentés szerint már az első évben, 1931 májusa és 1932 júniusa között 43 852 családot telepítettek át a Narimi körzetbe. Közülük került ki a körzet lakosságának jelentős része. A járási hatóságok (komendatúrák) felügyelete alatt irtották az erdőt, művelés alá vették a földeket, településeket alapítottak, építették az első utakat és magát Kolpasevót is. A második világháború idején deportált lengyelek és száműzött volgai németek csatlakoztak hozzájuk. A körzetbe az 1930-as és 1940-es években kényszermunkára irányítottak összlétszámát közel félmillióra becsülik. 
1944 augusztusában a Narimi körzet helyett megalakult a Tomszki terület, és Kolpasevo ismét járási székhely lett. A világháború idején az európai országrészből több nagyvállalatot evakuáltak a városba. 1948 elején megszervezték a kolpasevói geofizikai expedíciót, és később a járásban kőolajlelőhelyeket is találtak. 1956-ban megalapították a város egyik legnagyobb ipari létesítményét, a Metaliszt gépgyárat, mely később a Tomszk székhelyű Szibkabel Rt. része lett. 1978-ban elkezdődött egy új, megnagyobbított repülőtér építése. Az 1990-es válságos években azonban a város fejlődése megállt, több fontos üzeme megszűnt. A közlekedés jelentős javítására, a helyi Ob-híd megépítésére azóta sem nyílt esély.

### „A kolpasevói jar”
A város 1979-ben szomorú hírnévre tett szert, amikor a magas folyóparton („kolpasevói jar”) előkerültek a Narimi körzeti NKVD börtönében meghaltak és kivégzettek maradványai. Az évek során mintegy 4000 ember holttestét a börtönudvaron ásott gödrökbe temették. 
Azóta a börtönépület és később az udvar is eltűnt a folyómeder állandó változásai miatt. A partot fokozatosan alámosta a folyó és 1979 májusában elmosta a sírhelyeket is, melyek már közvetlenül a part vonalában voltak.  A maradványokat – köztük mumifikálódott holttesteket is (a gödrökbe meszet szórtak) –, részben elsodorta a víz, részben eltüntették a hatóságok gyors „tisztítási műveletei”.